# Callisto Piazza

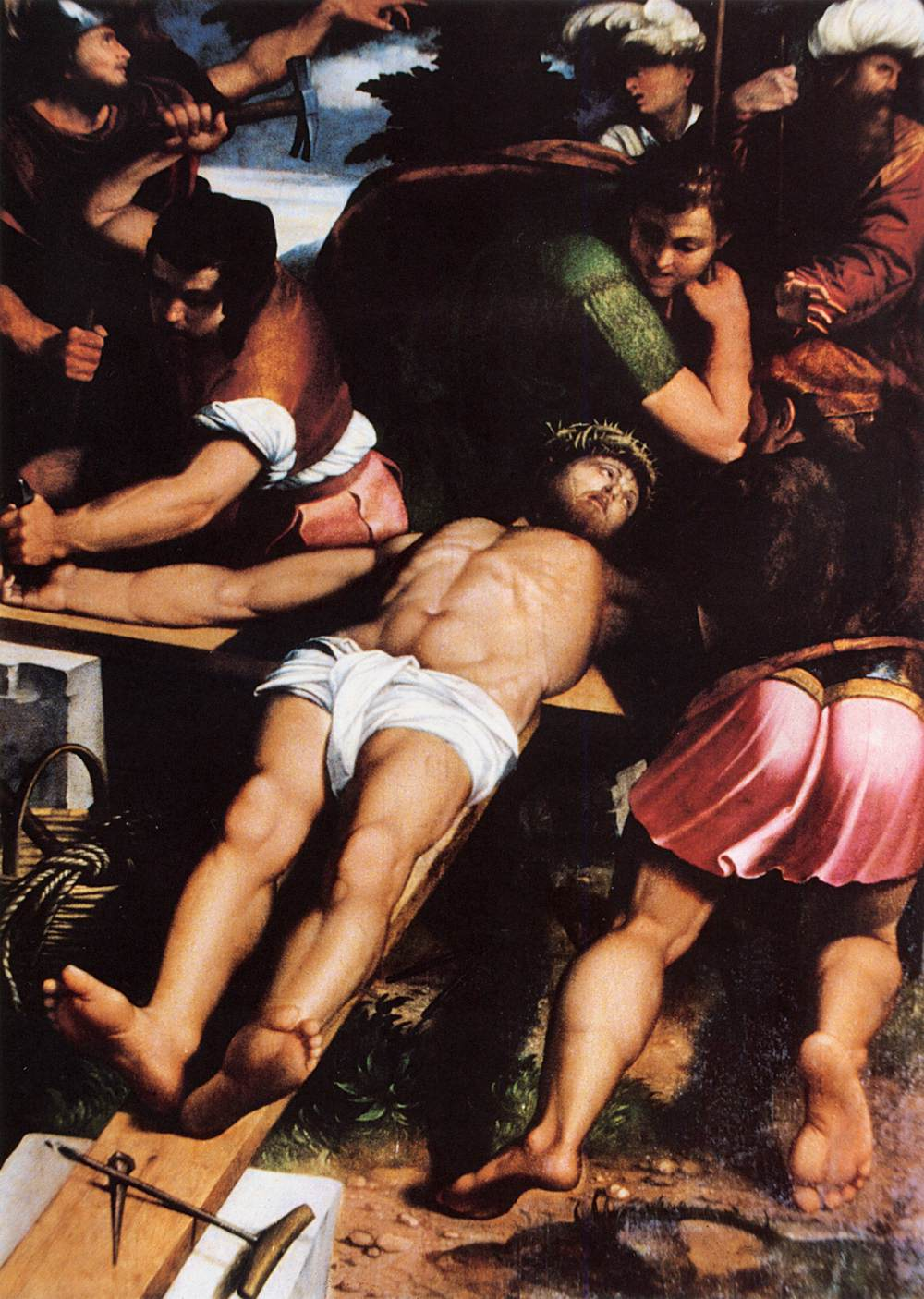
Callisto Piazza, Annagelung Christi an das Kreuz, Tempio Civico della Beata Vergine Incoronata, Lodi

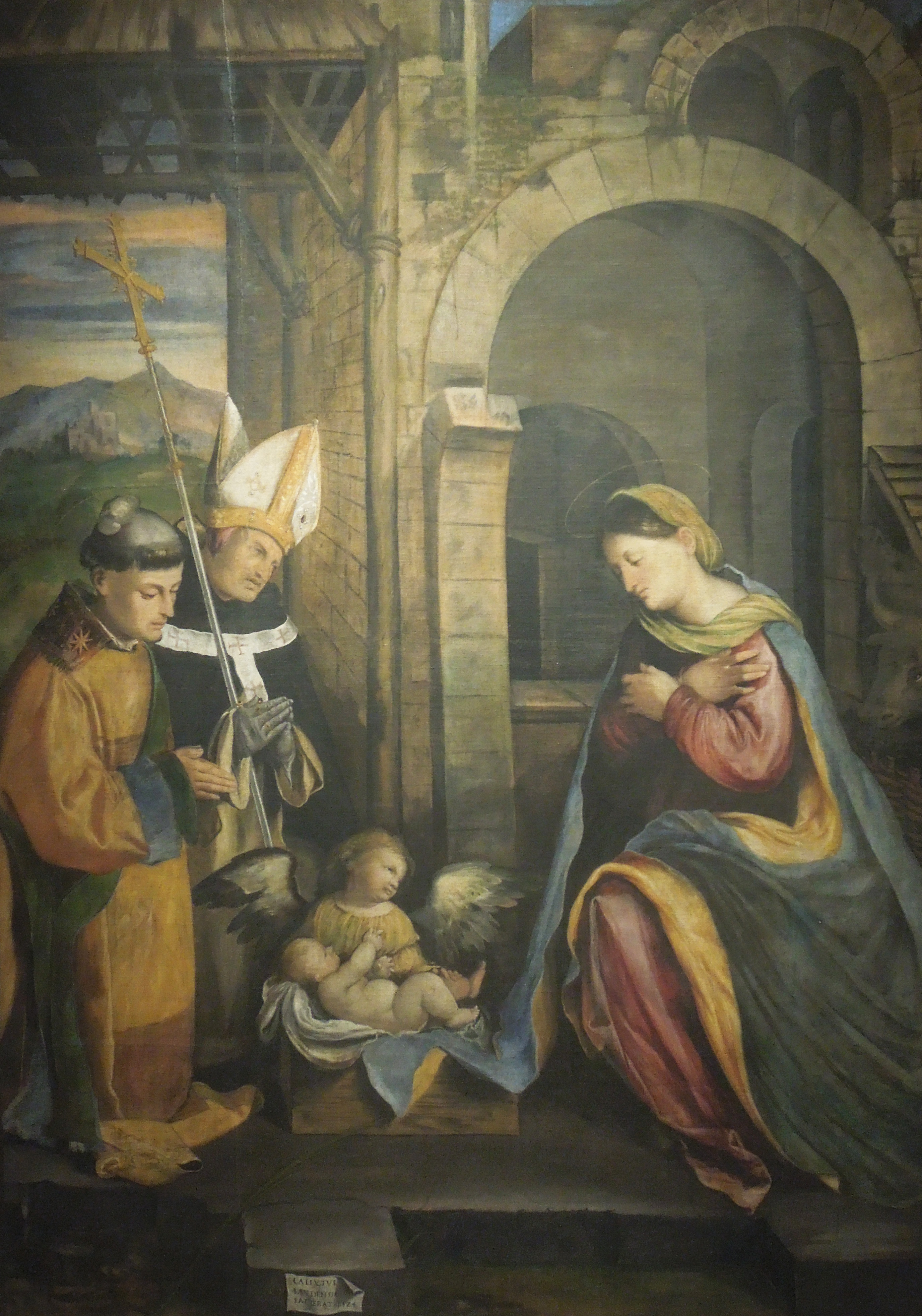
Anbetung des Kindes mit den heiligen Stephanus und Antoninus von Florenz, Pinacoteca Tosio Martinengo di Brescia

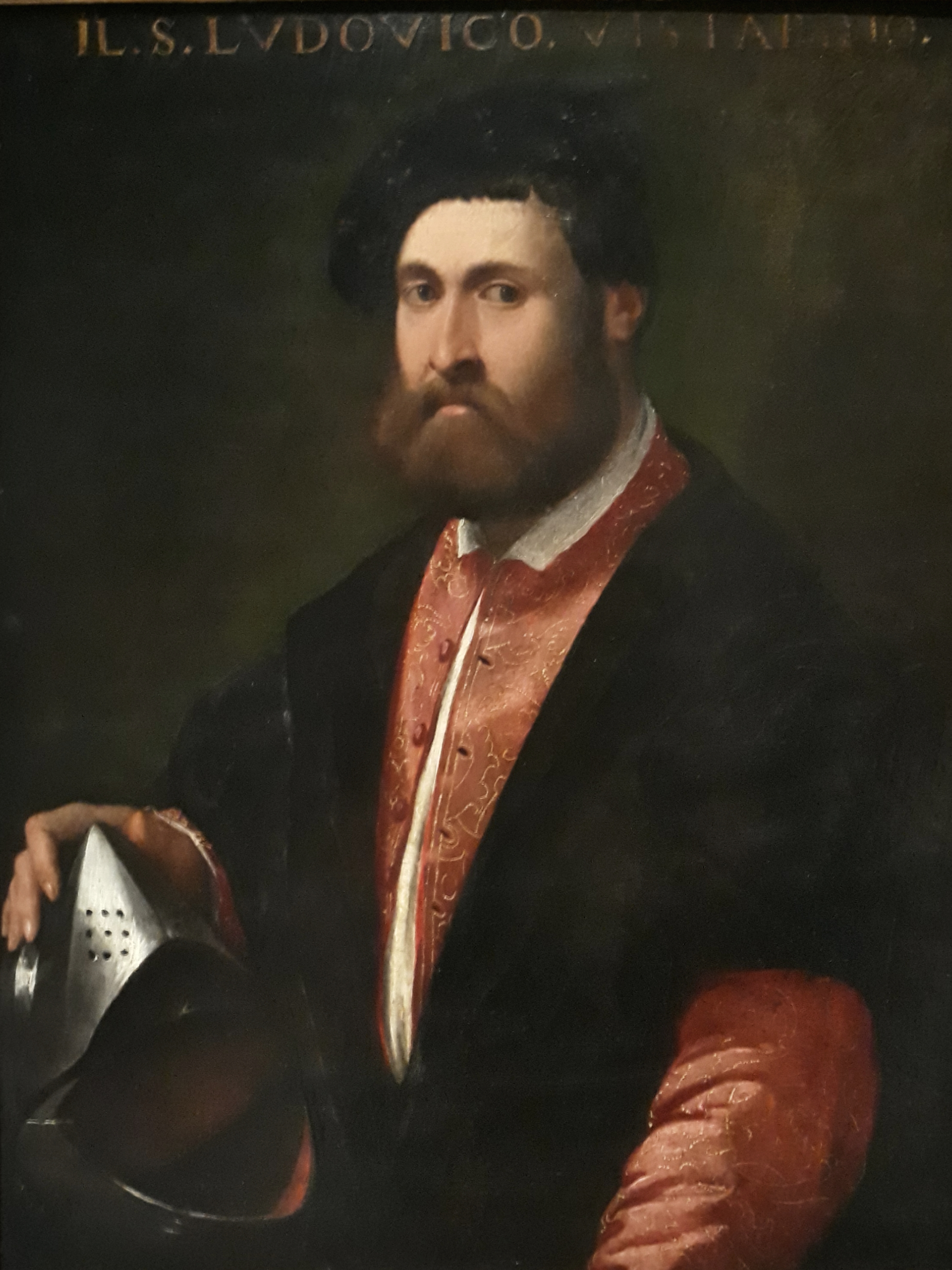
Callisto Piazza, Porträt von Ludovico Vistarini 1535 ca. (Öl auf Leinwand, 77 × 65 cm), Milano, Pinacoteca di Brera

Callisto Piazza (* 1500 in Lodi; † 1561 ebenda) war ein vor allem in den lombardischen Städten Lodi und Brescia aktiver Maler des 16. Jahrhunderts. 

## Leben
Callisto war Sohn des Malers Martino Piazza, der zusammen mit seinem jüngeren Bruder Albertino Piazza eine Kunstwerkstatt betrieb, obwohl sie unterschiedliche Stile und künstlerische Ausbildungen hatten. Sie sind zwei bedeutende Vertreter der lombardischen und lodischen Malerei, die zwischen dem letzten Viertel des 15. und dem Beginn des 16. Ihre Malerei, die sich bei Martino durch Anlehnungen an den Malstil der Schüler Leonardo da Vincis und bei Albertino durch die Orientierung an Vincenzo Foppa auszeichnet, gilt als Grundlage der Lodi-Malschule. Calisto begann seine künstlerische Laufbahn in der Werkstatt seines Vaters, der, als er die Fähigkeiten seines Sohnes erkannte, ihn zu Girolamo di Romano, Romanino genannt, nach Brescia schickte.
Ab 1523 war er in Brescia tätig; am 8. Dezember desselben Jahres wird er als Zeuge einer im Kloster San Domenico ausgestellten Urkunde erwähnt. Seine ersten datierten und signierten Werke stammen aus dem darauffolgenden Jahr und sind bereits ganz im brescianischen Stil gehalten: (Anbetung des Kindes mit den Heiligen Stephanus und Antoninus von Florenz). Der kulturelle Hintergrund, den er in diesen frühen Werken zeigt, umfasst aber auch die Kenntnis der Ferrareser Kunst von Dosso Dossi und Ludovico Mazzolino sowie das Interesse an der kompositorischen Strenge von Giovanni Agostino da Lodi. Das Brescianer Gebiet erlebte zu dieser Zeit eine außergewöhnliche künstlerische und kulturelle Blüte, dank einflussreicher Persönlichkeiten, die das Leben der Stadt bewegten, wie Mattia Ugoni und Angela Merici. Auch die beiden wichtigsten Brescianer Künstler, Romanino und Moretto, erlebten eine große Blütezeit. Piazza steht also im Zentrum dieser stilistischen und kulturellen Konzentration, die Brescia in diesen Jahrzehnten ausmacht, und er leitet daraus eine Sprache ab, die sehr deutliche Affinitäten zu der des Romanino hat, aber ein Romaninismus, der durch den geordneteren und objektiveren Moretto verändert und neu interpretiert wird.
Zwischen 1526 und 1529 arbeitete er im Val Camonica, in Erbanno, Borno, Breno, Esine und Cividate Camuno. Im Jahr 1530 verließ er das Pfarramt von San Lorenzo in Brescia; Romanino nahm seinen Platz ein. Es scheint also eine enge Beziehung zwischen den beiden Malern bestanden zu haben, vielleicht eine berufliche Zusammenarbeit, die jedoch durch kein Dokument belegt ist. 1529 kehrte Callisto endgültig nach Lodi zurück, wo er mit seinen Brüdern Cesare und Scipione in die bereits bestehende Werkstatt ihres Vaters und ihres Onkels Albertino eintrat, der zu diesem Zeitpunkt plötzlich starb. In diesem Workshop übernahm Callisto die künstlerische Leitung; Cesare hatte stattdessen eine organisatorische und administrative Führungsposition inne, während Scipione die Rolle von Callistos Assistenten übernahm. In dieser Zeit erhielt die Werkstatt zahlreiche Aufträge in der gesamten Lombardei, die oft mit Klosterorden verbunden waren: in Mailand arbeitete sie in der Hauptkloster San Maurizio und in der Basilika Sant’Ambrogio, sowie in den Abteien Chiaravalle Milanese und Cerreto.
Die wichtigsten Werke aus der Lodi-Zeit befinden sich in den Kapellen der Kirche dell’Incoronata di Lodi. In der Dekoration der Lisenen, Blendsäulen, Friese und Gesimse fügt Callisto mit bemerkenswerter Phantasie figurative Module ein: Putten, Musikinstrumente usw. mit flüssiger und lebendiger Ausführung. Von den zahlreichen Werken, die im Laufe von dreißig Jahren für die Institution in Lodi entstanden sind, wird von den Kritikern die Gemäldeserie mit den Geschichten des Täufers für die gleichnamige Kapelle (1531–1532) als das beste angesehen. In ihnen erinnern die leuchtenden Farben und die lebhaften Kompositionen an die jüngsten Ergebnisse der Brescianer und Cremoneser Schule. Im anschließenden Passionszyklus (mit Scipione’s), inspiriert von Dürer, in den aufgeladenen Ausdrücken der Figuren und in der Disproportionierung der Charaktere, die in der Geißelung deutlich wird, bemerkt man bereits manieristische Akzente, die den zeitgenössischen Werken von Il Pordenone, der in denselben Jahren in Cremona und Piacenza aktiv war, nahe stehen.
Die Werke der letzten Periode lassen einen Niedergang der Werkstatt erkennen, der vor allem auf die überwiegende Präsenz der Söhne Muzio und Fulvio zurückzuführen ist, die künstlerisch wenig wertvoll sind. Seine stilistischen Merkmale, wenn auch naiv vereinfacht und von durchschnittlicher künstlerischer Qualität, werden von einem seiner wahrscheinlichen Mitarbeiter, der Soncino, aufgegriffen.

## Werke
- Natività e i Santi Simeone e Giuda, privates Oratorium in Brescia, 1524
- Adorazione del Bambino con i Santi Stefano e Antonino da Firenze, Gemäldegalerie Tosio Martinengo, Brescia, 1524
- Visitazione, Kirche Santa Maria in Calchera, Brescia, 1525
- Madonna del Latte, Pfarrkirche Santa Maria Assunta, Ombriano, Crema
- Decollazione del Battista, Gallerie dell’Accademia, Venedig 1526
- Madonna con il Bambino e i Santi Giovanni Battista e Girolamo, Pinacoteca di Brera, Mailand 1526
- Concerto, Philadelphia Museum of Art, 1530 circa
- Madonna tra i Santi Pietro e Paolo und Deposizione, Pfarrkirche Esine, 1527
- Martirio dei ss. Gervasio e Protasio, Pfarrkirche  Capriolo
- Madonna e Santi, Oratorium Sant’Antonio, Borno
- Deposizione nel santo sepolcro, 1527 circa, Öl und Tempera auf Leinwand, Breno, Museo Camuno
- San Giorgio e altri, Kirche Santa Maria in Restello, Erbanno, Fraktion von Darfo Boario Terme
- Altarretabel, Kirche Mariä Aufnahme in den Himmel, Cividate Camuno
- Fresken und Gemälden, Tempio Civico della Beata Vergine Incoronata (Lodi), 1529–1561
  - Freskenmalerei an den Pilastern der unteren Reihe mit grotesken Motiven, Propheten und Sibyllen in den Lünetten
  - Dekoration der Johannes-der-Täufer-Kapelle, Altarbild mit der Enthauptung des Täufers und Gemälde mit Geschichten des Täufers
  - Ausschmückung der Kreuzkapelle, Altarbild mit der Kreuzabnahme und Gemälde mit der Passion Christi
  - Altarretabel mit dem Fall des heiligen Paulus
  - vier Geschichten des Antonius der Große
- Assunzione della Vergine, Kirche San Biagio e della Beata Vergine Immacolata, Codogno, 1533
- Natività, Kirche Santissima Trinità, Crema, 1538
- Adorazione dei Magi, Kathedrale von Novara
- Porträt des Feldherres Ludovico Vistarini, Museo civico di Lodi
- Battesimo di Cristo, Pinacoteca di Brera,
- Dekoration der Kapelle des Heiligen Hieronymus, Kirche Santa Maria presso San Celso, Mailand 1542
- Fresken im Oratorium San Rocco, Dovera
- Altarretabel, Kloster Cerreto
- Fresken, Kloster Chiaravalle Milanese, fast vollständig verschwunden, 1549
- Nozze di Cana, Aula Magna der Università Cattolica del Sacro Cuore, Mailand
- Altarretabel, Museo civico di Alessandria
- Ausschmückung der Simonetta-Kapelle, San Maurizio, Mailand, 1555
- San Clemente Krippe, Gemäldegalerie Tosio Martinengo, Brescia
- Der heilige Bassianus befreit eine besessene Frau, Banca Popolare di Lodi, Lodi
- Der heilige Bassianus heilt einen Leprakranken, Banca Popolare di Lodi, Lodi
- Santa Caterina, Galleria nazionale d’arte antica, Palazzo Barberini, Rom
- Altarretabel mit Die mystische Hochzeit der Heiligen Katharina, Kirche Santa Maria Nascente, Azzate.

## Bilder

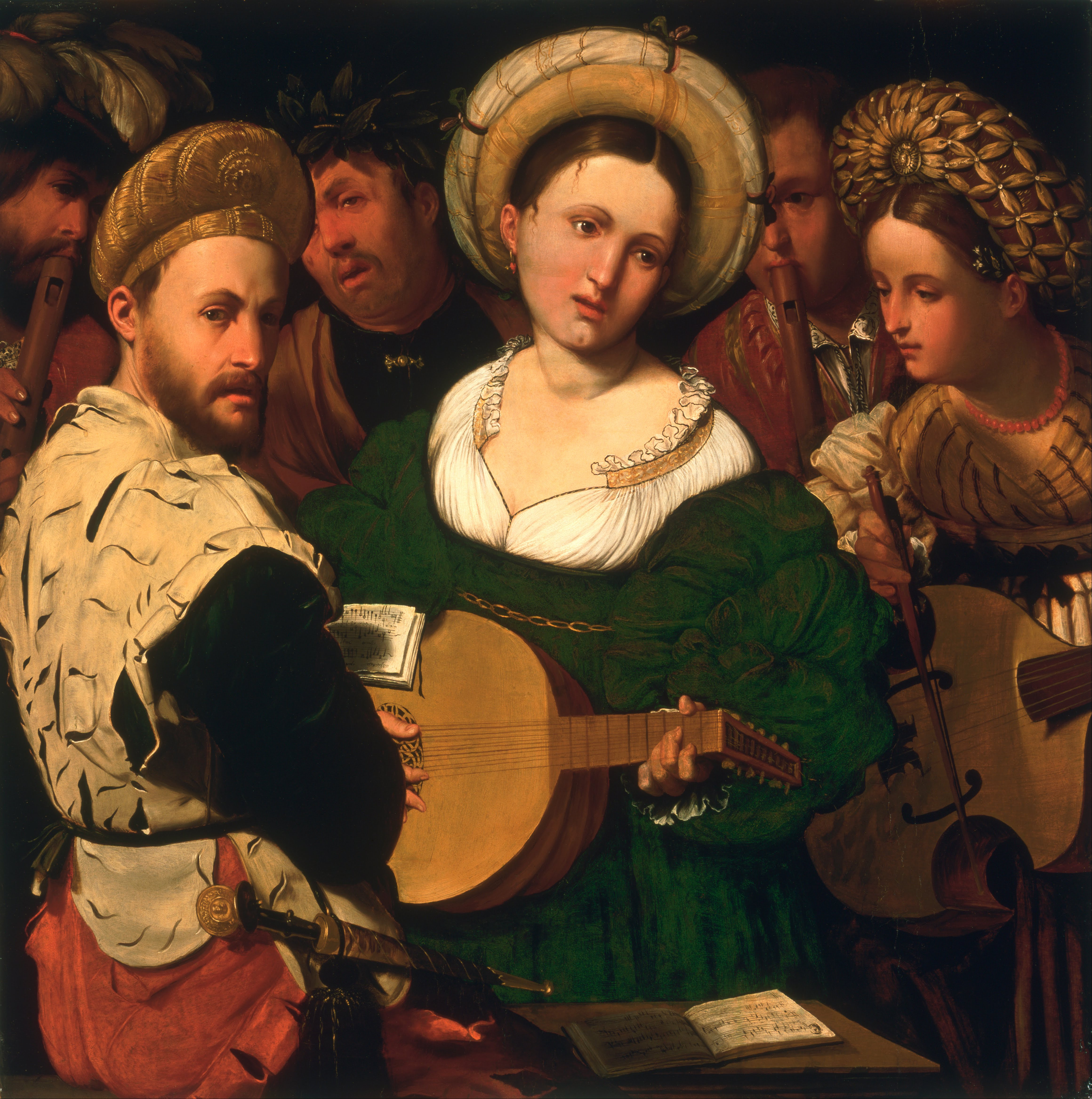
Concerto, Philadelphia Museum of Art
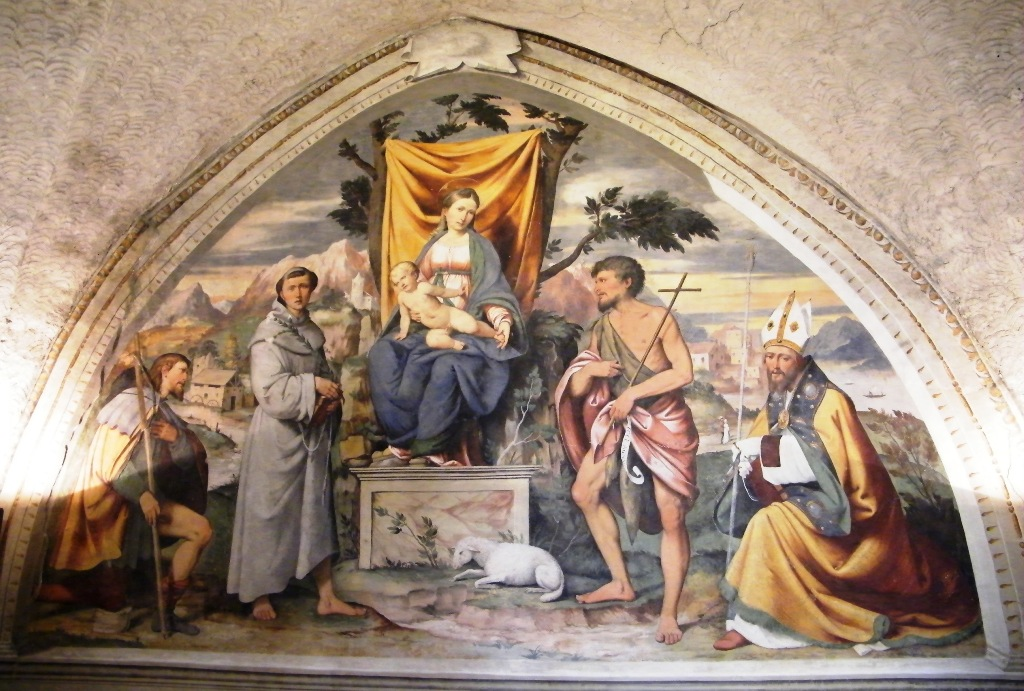
Madonna e Santi, Oratorium Antonius der Große, Borno
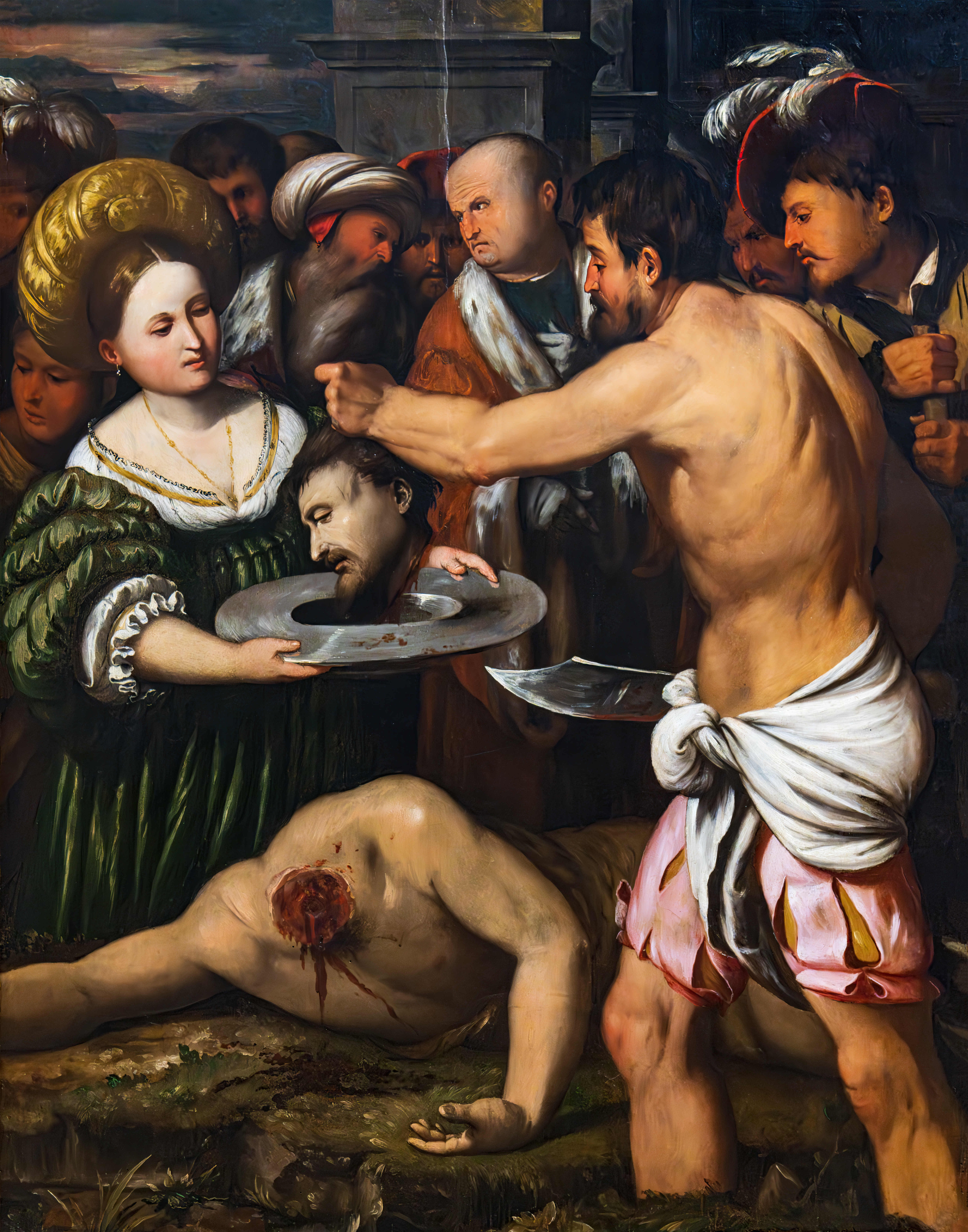
Decollazione del Battista, Venedig, Gallerie dell'Accademia
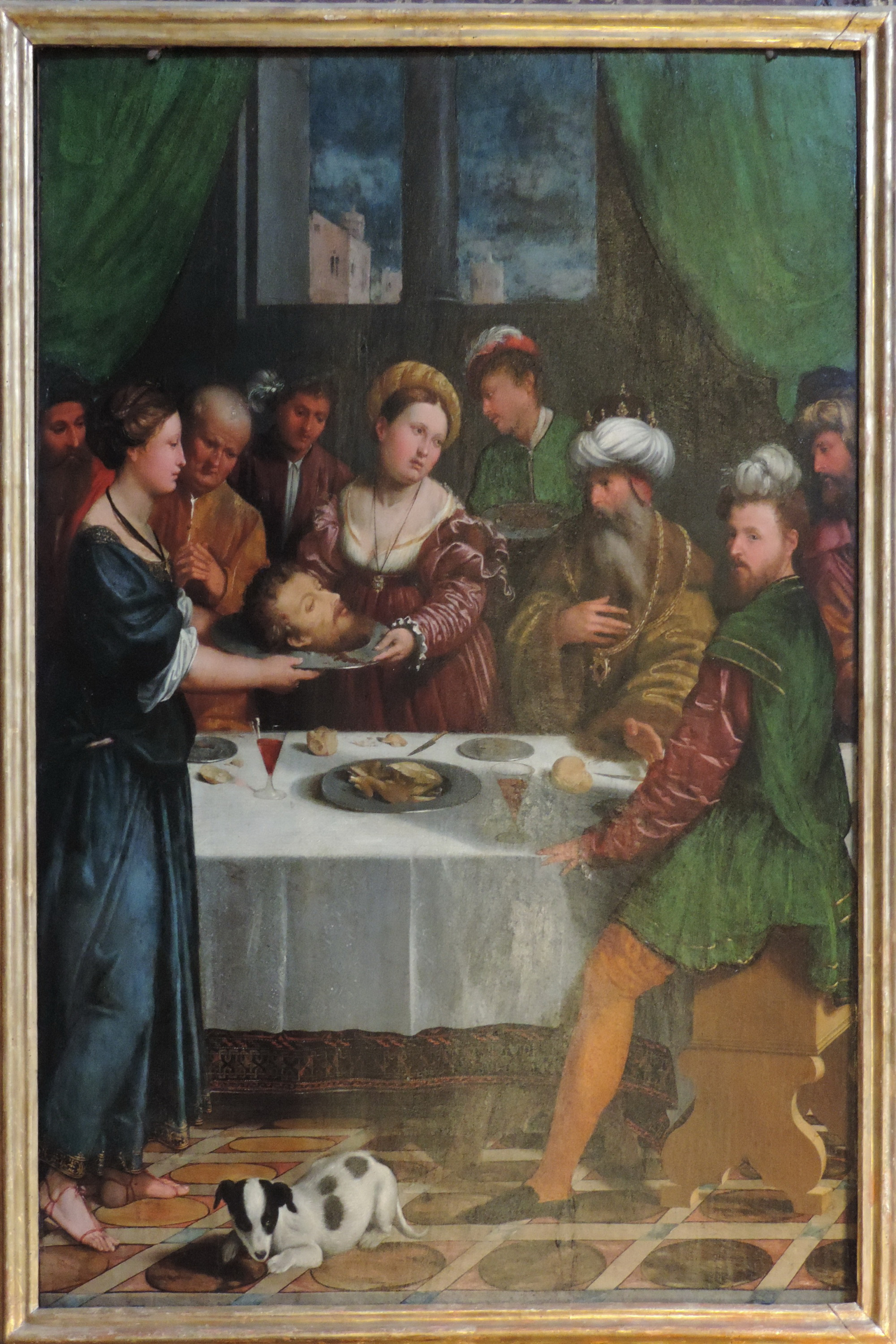
Salomé überreicht Herodes den Kopf des Täufers, Tempio Civico della Beata Vergine Incoronata, Lodi.